# David E. Kelley
David Edward Kelley, nació el 4 de abril de 1956 en Waterville, Maine. Es un Guionista y productor de películas y series de televisión norteamericano. Conocido por crear series como Doogie Howser, M.D., Ally McBeal y Big Little Lies, entre otras.
A lo largo de su carrera profesional, ha sido nominado a los principales premios de la industria televisiva, ganando hasta 11 Premios Primetime Emmy por sus diferentes trabajos en televisión. A su vez, en 2014 entró a formar parte del Paseo de la Fama de la Televisión.

## Biografía y carrera
Kelley nació en Waterville, Maine, aunque creció en Belmont, Massachusetts y asistió al Belmont Hill School. Su padre es Jack Kelley, miembro del Salón de la Fama del Hockey sobre Hielo de los Estados Unidos. Desde pequeño Kelley, practicó el hockey sobre hielo siendo capitán del equipo masculino de hockey, Princeton Tigers en la Universidad de Princeton, donde se graduó en 1979 con una licenciatura en ciencias políticas. También estudió en la Universidad de Boston en la Escuela de Leyes, llegando a ejercer de abogado, aunque a partir de la década de 1980, se planteó dedicarse de forma profesional a la escritura de guiones, siendo en 1983, mientras lo consideraba solo un pasatiempo, cuando comenzó a escribir su primer guion de un thriller legal, que fue terminado en 1986 y luego se convirtió en el largometraje protagonizado por Judd Nelson, From the Hip de 1987.

### 1986–1997: Primeros trabajos y éxitos
En 1986, Steven Bochco estaba buscando escritores con experiencia en derecho para su nueva serie legal de NBC, L.A. Law. El agente de Keley, le envió el guión de su película From the Hip. Bochco, entusiasmado,  lo convirtió en guionista para el programa. Durante este primer año, Kelley mantuvo su bufete de abogados en Boston como cobertura. Sin embargo, en el segundo año, se convirtió en coproductor, hasta que Bochco dejó la serie en 1989 y convirtiéndose en el productor ejecutivo. Recibió grandes elogios como guionista y hasta dos premios Emmy en la categoría de mejor guion en una serie de drama, en la 42ª y 43ª edición de dichos premios.
En 1992, después de co-crear Doogie Howser, M.D. con su mentor Bochco, Kelley formó su propia productora, David E Kelley Productions, y firmó un contrato de tres series con la cadena de televisión CBS. Su primera creación, Picket Fences, que se emitió en 1992 e influyó en Twin Peaks y Northern Exposure, se centró en el departamento de policía del peculiar pueblo ficticio de Rome, Wisconsin. Kelley escribió la mayoría de los episodios durante los primeros tres años. El programa fue aclamado por la crítica, pero nunca encontró una audiencia considerable.
Tras esta serie, en 1994, Kelley lanzó el drama médico Chicago Hope, protagonizado por Mandy Patinkin y Adam Arkin. Durante su carrera de seis años, ganó siete premios Emmy y, en general, recibió grandes elogios de la crítica, pero solo calificaciones medias. El tercer proyecto se vio cancelado, ya que en 1995, Kelley firmó un contrato de cinco años con 20th Century Fox Television para producir programas para las cadenas de televisión ABC y FOX, y con cada una acordó crear dos series. Kelley mantuvo el control creativo total.

### 1997–2008: Periodo en laABCyFox
En 1997, estrenó dos de sus grandes series, Ally McBeal en FOX y The Practice en ABC. The Practice sería la primera de cuatro series exitosas de Kelley que se desarrollaron en Boston, cerca de su ciudad natal de Belmont, Massachusetts. Recibiendo el elogio de la crítica, pero con bajos índices de audiencia en sus temporadas iniciales, finalmente se convirtió en uno de los 10 programas más populares. El New York Times describió el programa como "la batalla interminable y profundamente realista entre la introspección y la ambición". Tras grandes índices de audiencia, en 2003, debido a la gran bajada, ABC redujo a la mitad el presupuesto de Kelley para la octava y última temporada. Respondió despidiendo a la mayoría del elenco y contratando a James Spader para el papel de Alan Shore. Los episodios finales The Practice se centraron en presentar a los nuevos personajes de su próximo programa, Boston Legal.
En el año 2000, 20th Century Fox Television amplió su acuerdo con Kelley. Según los informes, el acuerdo, que duró seis años, convirtió a Kelley en el productor mejor pagado en la historia de la televisión (hasta 40 millones de dólares al año). Estrenada en FOX en 2000, Boston Public, que sigue la vida de maestros y administradores en una escuela secundaria del centro de la ciudad de Boston, se unió a las temporadas en emisión de The Practice y Ally McBeal, lo que significó que Kelley fue responsable de escribir o supervisar hasta en un momento 67 episodios, en tres series diferentes.
Además, estrenó otros proyectos sin tanto éxito como las series: Snoops en 1999, Girls Club en 2002 o New Hampshire en 2003 y el programa de telerrealidad The Law Firm en 2005. Estrenada en 2004, Boston Legal en ABC, fue el éxito buscado que dio continuidad a la franquicia de Kelley. Fue un derivado de su drama legal de larga duración The Practice, y siguió al abogado Alan Shore (un personaje que se convirtió en la estrella de The Practice en su última temporada, interpretado por James Spader) en su nuevo bufete de abogados. Popular por la crítica con índices de audiencia menos que espectaculares (en el puesto 27 en la primera temporada, en el 46 en la segunda), el programa fue nominado más de 25 veces, ganando siete veces, a los Premios Emmy. En 2007, Kelley recibió el Premio Justicia en las Artes de Death Penalty Focus, una organización dedicada a la abolición de la pena de muerte. Anteriormente recibió otro premio de esta organización en 2000 por su trabajo en el programa The Practice.

### 2009–2017: Contrato con Warner Bros. yBig Little Lies
En mayo de 2008, Kelley firmó un contrato con Warner Bros. Television y luego escribió el guion de una nueva serie de drama legal y comedia titulada, Legally Mad. NBC finalmente rechazó la serie. NBC pagaría una multa de dos millones de dólares a Warner Bros. por los guiones de Kelley. Kelley fue el creador y el productor ejecutivo de Harry's Law, que se estrenó en NBC el 17 de enero de 2011. La serie estaba protagonizada por Kathy Bates. El programa se canceló en 2012 a pesar de que era el segundo drama más visto de la cadena, porque su audiencia era demasiado mayor ya que la audiencia demográfica más deseable de 18 a 49 años era muy baja.
En 2011, Kelley escribió un guion para el episodio piloto de una nueva serie de televisión de Wonder Woman para Warner Bros. Television, pero NBC rechazó el piloto para su programación de otoño de 2011. Una nueva serie médica, Monday Mornings, co-creada con Sanjay Gupta, se estrenó en febrero de 2013 en TNT, el canal de televisión por cable propiedad de Time Warner. Ambientada en Portland, Oregón, la serie estuvo protagonizada por Ving Rhames, Alfred Molina y Jamie Bamber. En mayo de 2013, TNT canceló el programa.
En 2015, Kelley creó la serie Goliath de Amazon Studios. En 2017, Kelley encabezó una nueva serie de HBO, Big Little Lies, protagonizada por Nicole Kidman y Reese Witherspoon, entre un gran elenco de actores y actrices, que ganó el premio Primetime Emmy a la mejor serie limitada. También fue showrunner en la adaptación televisiva de la novela de Stephen King, Mr. Mercedes.

### 2018–presente: Proyectos recientes
En marzo de 2018, se anunció que HBO había aprobado la serie The Undoing, una miniserie basada en la novela de 2014 You Should Have Known de Jean Hanff Korelitz. La serie fue escrita por Kelley, quien también se desempeñó como productor ejecutivo con Nicole Kidman (quien protagonizó junto a Hugh Grant y Donald Sutherland). Susanne Bier dirigió la miniserie. Se estrenó en octubre de 2020 y fue el programa más visto en HBO ese año.
En junio de 2019, Kelley escribió el guion para una serie de drama criminal de CBS, The Lincoln Lawyer, basada en la novela de 2005 del mismo nombre de Michael Connelly. El 2 de mayo de 2020, CBS anunció que el programa piloto no seguiría adelante. Sin embargo, el 11 de enero de 2021, Netflix compró los derechos y retomó la serie. La serie fue estrenada en 2022 y fue renovada por una segunda temporada. Kelley fue anunciado como guionista y productor ejecutivo de la serie de drama criminal de ABC Big Sky, basada en el libro The Highway de C. J. Box, estrenada en el 2020.

## Metodología
| Él mismo describiendo su propio método de escritura: Hay un período al comienzo de una serie [cuando] estás escribiendo la mayor parte y luego pasas por otro período en el que tienes las ideas y asignas esas historias e ideas a otras personas y, con suerte, las ejecutan. Luego, si tienes suerte, consigues un personal que entra a la sala con sus propias ideas y opiniones específicas sobre cómo ejecutarlas y lo hacen. —Kelly, para Variety. |

Kelley muestra su tendencia de unir a elencos sin un artista único o principal. Incluso en Ally McBeal, hay episodios en que el personaje del título tiene unas pocas líneas o simplemente no aparece. Cada temporada, algunos de los personajes son suprimidos para reemplazarlos con personajes nuevos. Como Kelley se centra en los nuevos personajes tiende a descuidar el desarrollo de los personajes antiguos. Kelley no tiene problemas a la hora de usar actores de programas anteriores en nuevos programas.
Kelley escribe sus primeros borradores a mano usando un bolígrafo Bic y un bloc de notas amarillo. Normalmente escribe guiones en dos o cuatro días, trabajando inicialmente sin colaboración, lo que le resulta más rápido y más fácil que tratar de explicar lo que quiere a los demás. Aunque, poco a poco, Kelley se sintió más cómodo trabajando con otros escritores en busca de ideas y asumiendo responsabilidades en la escritura.

## Vida personal

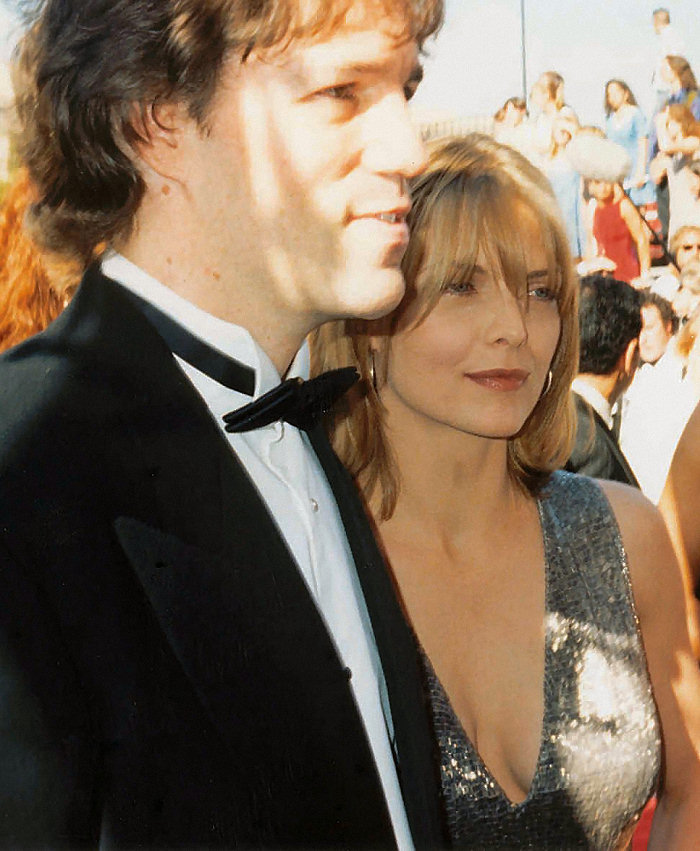
Michelle Pfeiffer y Kelley en 1994

En enero de 1993, Kelley tuvo una cita a ciegas con la actriz Michelle Pfeiffer; él la llevó a ver Drácula de Bram Stoker la semana siguiente y comenzaron a salir en serio. En noviembre de 1993, la pareja contrajo matrimonio.. Tienen dos hijos, una niña adoptada por Pfeiffer antes del matrimonio y un hijo biológico nacido en agosto de 1994.
El hermano de David, Mark Kelley, es el ex director de exploración amateur de los Chicago Blackhawks. A lo largo de su infancia, ambos hermanos jugaron de forma profesional al hockey sobre hielo, de hecho, David fue seleccionado en la décima ronda del draft de la Asociación Mundial de Hockey por los Cincinnati Stingers en 1977.
Alguna veces se ha supuesto que es católico, porque su apellido y el personaje Booby Donnel en The Practice tiene un pasado católico, aunque en realidad es protestante.

## Filmografía

### Cine
| Año  | Tìtulo                          | Rol                               |
| ---- | ------------------------------- | --------------------------------- |
| 1987 | From the Hip                    | Escritor. Historia.               |
| 1996 | To Gillian on Her 37th Birthday | Guion cinematográfico. Productor. |
| 1999 | Mystery, Alaska                 | Coescritor. Productor.            |
| 1999 | Lake Placid                     | Escritor. Productor.              |

### Televisión
| Año           | Título                                   | Crédito | Crédito  | Crédito             | Señal              | Notas |
| Año           | Título                                   | Creador | Escritor | Productor ejecutivo | Señal              | Notas |
| ------------- | ---------------------------------------- | ------- | -------- | ------------------- | ------------------ | --- |
| 1986–1992     | L.A. Law                                 | No      | Sí       | Sí                  | NBC                | Escritor, editor de la historia, editor ejecutivo de la historia, supervisor de producción, coproductor, productor ejecutivo y consultor creativo. |
| 1989–1993     | Doogie Howser, M. D.                     | Sí      | Sí       | No                  | ABC                | Cocreador (con Steven Bochco), escritor, consultor creativo.                                                                                       |
| 1992–1996     | Picket Fences                            | Sí      | Sí       | Sí                  | CBS                | Creador, escritor, productor ejecutivo. |
| 1994–2000     | Chicago Hope                             | Sí      | Sí       | Sí                  | CBS                | Creador, escritor, productor ejecutivo, consultor creativo.                                                                                        |
| 1996–2004     | The Practice                             | Sí      | Sí       | Sí                  | ABC                | Creador, escritor, productor ejecutivo. |
| 1997–2002     | Ally McBeal                              | Sí      | Sí       | Sí                  | Fox                | Creador, escritor, productor ejecutivo. |
| 1999–2000     | Snoops                                   | Sí      | Sí       | Sí                  | ABC                | Creador, escritor, productor ejecutivo y actor (no acreditado). Cancelada luego de 10 episodios                                                    |
| 1999–2000     | Ally                                     | Sí      | Sí       | Sí                  | Fox                | Creador, escritor, productor ejecutivo. Cancelada luego de 10 episodios.                                                                           |
| 2000–2004     | Boston Public                            | Sí      | Sí       | Sí                  | Fox                | Creador, escritor, productor ejecutivo, consultor ejecutivo.                                                                                       |
| 2002–2003     | Girls Club                               | Sí      | Sí       | Sí                  | Fox                | Creador, escritor, productor ejecutivo. Cancelada tras 2 episodios.                                                                                |
| 2003–2004     | The Brotherhood of Poland, New Hampshire | Sí      | Sí       | Sí                  | CBS                | Creador, escritor, productor ejecutivo. Cancelada tras 5 episodios.                                                                                |
| 2004–2008     | Boston Legal                             | Sí      | Sí       | Sí                  | ABC                | Creador, escritor, productor ejecutivo. |
| 2005–2006     | The Law Firm                             | Sí      | Sí       | Sí                  | NBC, Bravo         | Creador, escritor, productor ejecutivo. Cancelada tras 2 episodios.                                                                                |
| 2006–2007     | The Wedding Bells                        | Sí      | Sí       | Sí                  | Fox                | Creador, escritor, productor ejecutivo. Cancelada tras 7 episodios                                                                                 |
| 2009–2010     | Legally Mad                              | Sí      | Sí       | Sí                  | NBC                | Creador, escritor, productor ejecutivo. No lanzada.                                                                                                |
| 2011–2012     | Harry's Law                              | Sí      | Sí       | Sí                  | NBC                | Creador, escritor, productor ejecutivo. Lanzada como un reemplazo de media temporada en 2010-11. Fue cancelada en el 2012.                         |
| 2011          | Wonder Woman                             | Sí      | Sí       | Sí                  | NBC                | Creador, escritor, productor ejecutivo. No lanzada.                                                                                                |
| 2013          | Monday Mornings                          | Sí      | Sí       | Sí                  | TNT                | Cocreador, escritor y productor ejecutivo. Cancelada tras una temporada.                                                                           |
| 2013–2014     | The Crazy Ones                           | Sí      | Sí       | Sí                  | CBS                | Creador, escritor y productor ejecutivo. Cancelada tras una temporada.                                                                             |
| 2016–2021     | Goliath                                  | Sí      | Sí       | Sí                  | Amazon Prime Video | Creador, escritor y productor ejecutivo. |
| 2017–2019     | Big Little Lies                          | Sí      | Sí       | Sí                  | HBO                | Creador, escritor y productor ejecutivo. 2 Temporadas.                                                                                             |
| 2017–2019     | Mr. Mercedes                             | Sí      | Sí       | Sí                  | Audience           | 3 Temporadas. |
| 2020          | The Undoing                              | Sí      | Sí       | Sí                  | HBO                | Creador, escritor y productor ejecutivo. 2 Temporadas.                                                                                             |
| 2020–2023     | Big Sky                                  | Sí      | Sí       | Sí                  | ABC Disney+        | Creador, escritor y productor ejecutivo. |
| 2021–2022     | Big Shot                                 | No      | Sí       | Sí                  | Disney+            | Escritor y productor ejecutivo. |
| 2021–presente | Nine Perfect Strangers                   | Sí      | Sí       | Sí                  | Hulu               | Creador, escritor y productor ejecutivo |
| 2022          | Anatomy of a Scandal                     | Sí      | Sí       | Sí                  | Netflix            | Miniserie |
| 2022–presente | The Lincoln Lawyer                       | Sí      | Sí       | Sí                  | Netflix            | Creador y productor |
| 2023          | Love and Death                           | Sí      | Sí       | Sí                  | HBO Max            | Miniserie |
| 2024          | A Man in Full                            | Sí      | Sí       | Sí                  | Netflix            | Miniserie |
| 2024-presente | Presumed Innocent                        | Sí      | Sí       | Sí                  | Apple TV+          | Creador y productor |